# High Live
High Live è il secondo album live della power metal band tedesca Helloween uscito nel 1996; il primo con Andi Deris alla voce.

## Tracce

### Disco uno
1. We Burn – 4:16
2. Wake up the Mountain – 5:26
3. Sole Survivor – 5:27
4. The Chance – 4:00
5. Why? – 4:47
6. Eagle Fly Free – 5:22
7. The Time of the Oath – 8:03
8. Future World – 5:49
9. Dr. Stein – 5:01

### Disco due
1. Before the War – 6:17
2. Mr. Ego (Take Me Down) – 6:20
3. Power – 7:00
4. Where the Rain Grows – 7:35
5. In the Middle of a Heartbeat – 3:15
6. Perfect Gentleman – 3:46
7. Steel Tormentor – 7:59

## Il video
La versione DVD contiene le stesse tracce presenti nella versione CD; l'unico contenuto extra è l'opzione di attivare un'introduzione e una recensione del giornalista e speaker radiofonico Malcom Dome.
Le riprese sono avvenute a Milano, in Italia,il 21 Maggio 1996 e a Pamplona e Gerona, in Spagna, il 31 Maggio e 1º Giugno dello stesso anno.

## Tracce
1. We Burn – 4:16
2. Wake up the Mountain – 5:26
3. Sole Survivor – 5:27
4. The Chance – 4:00
5. Why? – 4:47
6. Eagle Fly Free – 5:22
7. The Time of the Oath – 8:03
8. Future World – 5:49
9. Dr. Stein – 5:01
10. Before the War – 6:17
11. Mr. Ego (Take Me Down) – 6:20
12. Power – 7:00
13. Where the Rain Grows – 7:35
14. In the Middle of a Heartbeat – 3:15
15. Perfect Gentleman – 3:46
16. Steel Tormentor – 7:59

## Formazione
- Andi Deris - voce
- Michael Weikath - chitarra
- Roland Grapow - chitarra
- Markus Großkopf - basso
- Uli Kusch - batteria

## Ospiti
- Jorn Ellerbrock -  tastiere